# Fiat 4 HP
O Fiat 4 HP (também conhecido como 3 ½ CV), foi o primeiro modelo de carro produzido pela FIAT. Oito exemplares foram produzidos em seu primeiro ano (1899), e total de 26 entre 1899 e 1900.

## História
Os irmãos Ceirano, Giovanni, Ernesto e Matteo, foram influentes na fundação da indústria automobilística italiana, sendo responsáveis por diversas vezes: Ceirano; Welleyes (a base técnica do FIAT - o 4HP); SCAT (Società Ceirano Automobili Torino); Itala e S.P.A. (Società Piemontese Automobili).
Em 1888, após oito anos de aprendizagem no negócio de fazer relógios de seu pai, Giovanni começou a construir bicicletas Welleyes, assim chamado porque os nomes ingleses tinham mais apelo de vendas. Em outubro 1898 Giovanni co-fundada Ceirano GB & C e começou a produzir os Welleyes automóvel em 1899. 
Em julho de 1899, o vegetal e patentes foram vendidas para Giovanni Agnelli e produzido como os primeiros decretos - o Fiat 4 HP. Giovanni foi contratado pela Fiat como agente para a Itália, mas dentro de um ano ele deixou para fundar "F.lli Ceirano", que se tornou ESTRELA (Società Torinese rápidos Cars) (ou carros rápidos). Em 1904 Matteo Ceirano deixou Ceirano GB & C para criar a sua própria marca - Itala. Em 1906 Matteo deixou Itala para fundar S.P.A. (Società Piemontese Automobili) com o designer-chefe, Alberto Ballacco. Em 1906 Giovanni fundada SCAT (Società Ceirano Automobili Torino), em Turim.
Este primeiro Fiat foi baseado no trabalho de fabricante de automóveis Ceirano GB & C, fabricantes de outro modelo de automóvel, o Ceirano Welleyes. [4] A 3 ½ teve carroçarias por Marcello Alessio de Turim [5] Pelo menos quatro desses Fiats sobreviveram: um no Museu do Automóvel de Turim, um no Centro Storico Fiat, um no Museu Nacional Motor no Reino Unido e um no Museu Henry Ford em Dearborn, Michigan, nos EUA.

## Detalhes Técnicos

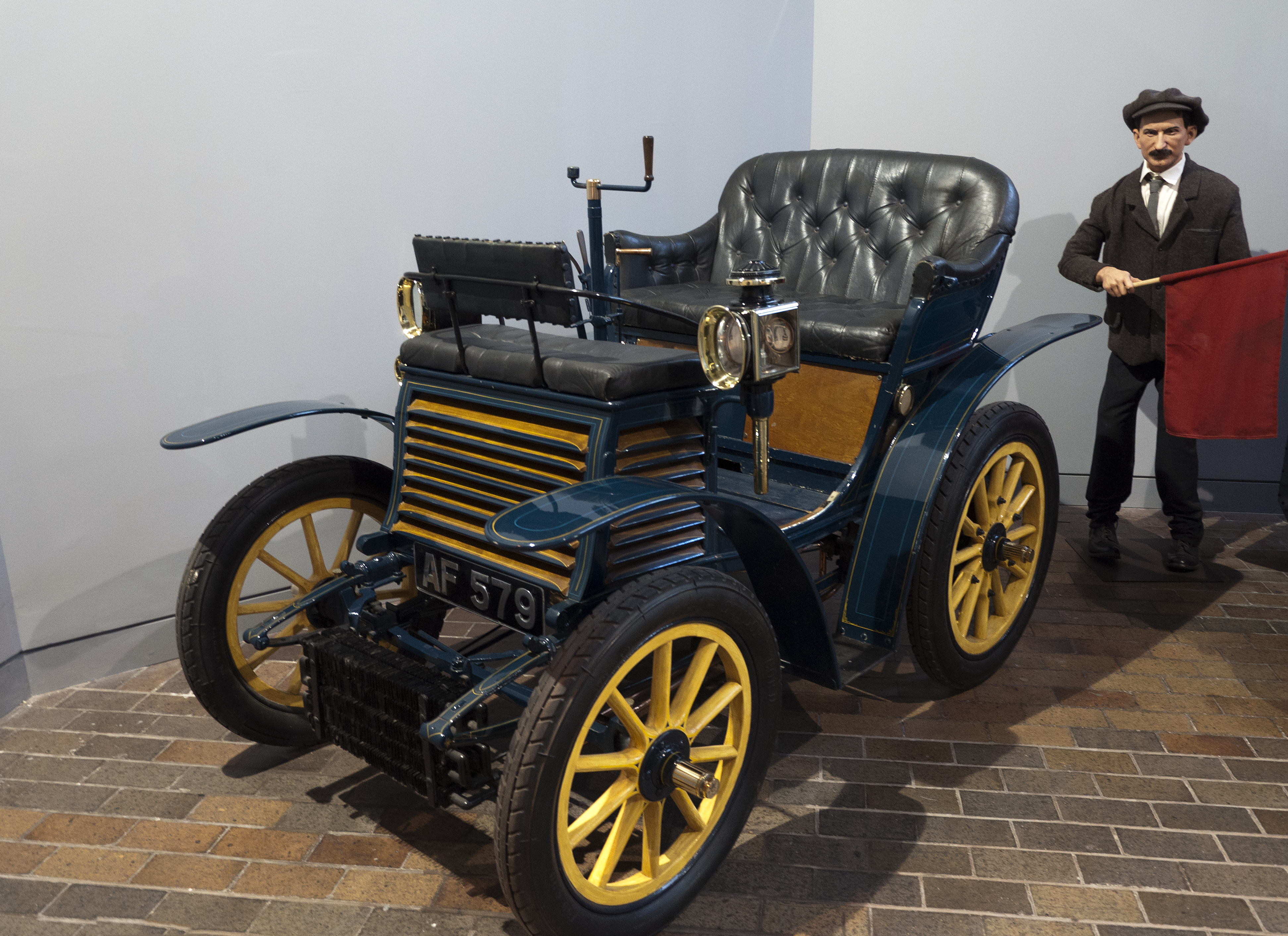
FIAT 4 HP.

O carro teve um motor traseiro de 679 cc de 2 cilindros, com 4,2 cv a 800 RPM de potência, refrigerado a água, com câmbio de três velocidades (incluindo a marcha à ré).
Com este pequeno motor o carro poderia atingir velocidade máxima de 35 quilômetros por hora (22 mph). E seu consumo era de 12.5 km/L (35 mpg -imp; 29 mpg-US).